# CT-basierte axiale Lithografie
Die CT-basierte axiale Lithografie (englisch Computed axial lithography oder auch englisch Volumetric additive manufacturing) ist ein additives Fertigungsverfahren auf der Grundlage von Scans aus der Computertomografie, um Objekte aus mit Licht aushärtendem Harz herzustellen. Das Harz muss hierfür bei der genutzten Wellenlänge transparent sein. Gleichzeitig muss das Harz hochviskos sein oder als Gel vorliegen, damit sich keine Unschärfe durch eine bewegungsinduzierte Molekulardiffusion ergibt. Aufgrund dieser Bedingung wird das Erstellen von Stützkonstruktionen zur Abstützung der Überhänge überflüssig.
Das Verfahren wurde in einer Zusammenarbeit der University of California, Berkeley und des Lawrence Livermore National Laboratory in Livermore (Kalifornien) entwickelt.
Im Gegensatz zu anderen Methoden der additiven Fertigung werden bei der CT-basierten axialen Lithografie die Objekte nicht durch das Aufeinanderlagern einzelner horizontaler Schichten von Material erzeugt, wie z. B. beim Fused Deposition Modeling oder der Stereolithografie. Stattdessen werden die Objekte dadurch erzeugt, dass ein zweidimensionales Bild – als Ausschnitt eines sich drehenden 3D-Modells – auf einen sich drehenden Zylinder aus Harz projiziert wird.
Dieses Verfahren zeichnet sich dadurch aus, dass damit ein Objekt viel schneller aufgebaut werden kann als mit anderen additiven Verfahren auf der Grundlage von Harzen und dass Objekte in andere (dreidimensionale) Objekte eingebettet werden können.